# Vincenzo Maria Mossi
Vincenzo Maria Giuseppe Mossi di Morano (Casale Monferrato, 25 aprile 1742 – Torino, 29 luglio 1829) è stato un arcivescovo cattolico italiano.

## Biografia
Nacque a Casale Monferrato dalla famiglia dei marchesi di Morano: era pronipote, per parte paterna, di Costanzo Falletti di Barolo, arcivescovo di Cagliari e primate di Sardegna e Corsica. Egli era figlio di Giovanni Pio Mossi, marchese di Morano, Penango e del Torrione, e della piacentina Barbara dei conti Anguissola.
Fu convittore nella Reale accademia ecclesiastica di Superga, poi frequentò il clero della chiesa di Santa Maria di Piazza a Torino.
Dotato di particolare ingegno, aveva ottima conoscenza delle lingue europee, della lingua cinese e della lingua tartarica. Il 14 maggio 1773 conseguì la laurea in utroque iure e quindi, il 19 maggio 1775, in teologia. Due anni dopo fu nominato da Vittorio Amedeo III di Savoia capo del Magistrato della Riforma e rettore dell'Università di Torino. 
Svolse successivamente l'incarico di elemosiniere del Re (1777) e, dal 24 marzo 1784, vicario generale della Reale Corte, oltre che di governatore del Reale Collegio dei Nobili. Ebbe anche la carica di rettore del Reale Collegio dei catecumeni.
Il 7 dicembre 1786 fu nominato da papa Pio VI abate dell'abbazia di Vezzolano: fu l'ultimo a rivestire tale carica. 
Nel 1796 fu nominato vescovo di Alessandria; giurò avanti il Re a Moncalieri il 30 agosto dello stesso anno.
Resse la diocesi di Alessandria dal 1796 al 1805, quando fu nominato arcivescovo titolare di Side. Il suo episcopato coincise con l'epoca dell'occupazione francese: come vescovo si spese nella difesa della Chiesa e in opere di conciliazione sociale.
Papa Pio VII accolse le sue dimissioni il 2 gennaio 1804. Rimase in carica come amministratore apostolico fino alla fine del febbraio 1805.
Fu successivamente nominato dal re Carlo Felice di Savoia pro cappellano maggiore dell'Esercito e, dal 6 aprile 1825, cancelliere dell'Ordine supremo della Santissima Annunziata. Si occupò, tra l'altro, dei restauri del palazzo di famiglia a Frassineto Po.
Morì a Torino nel 1829. Fu sepolto a Morano.
Lasciò in eredità la sua pinacoteca all'Accademia Albertina, mentre lasciò erede delle immense sostanze della famiglia, ereditate nel 1803 alla morte del fratello Tommaso, a un suo cugino dal lato materno, il marchese Lodovico Pallavicino di Parma.

## Genealogia episcopale
La genealogia episcopale è:
- Cardinale Scipione Rebiba
- Cardinale Giulio Antonio Santori
- Cardinale Girolamo Bernerio, O.P.
- Arcivescovo Galeazzo Sanvitale
- Cardinale Ludovico Ludovisi
- Cardinale Luigi Caetani
- Cardinale Ulderico Carpegna
- Cardinale Paluzzo Paluzzi Altieri degli Albertoni
- Papa Benedetto XIII
- Papa Benedetto XIV
- Papa Clemente XIII
- Cardinale Marcantonio Colonna
- Cardinale Giacinto Sigismondo Gerdil, B.
- Cardinale Giulio Maria della Somaglia
- Arcivescovo Vincenzo Maria Giuseppe Mossi